# Ligue anti-impérialiste

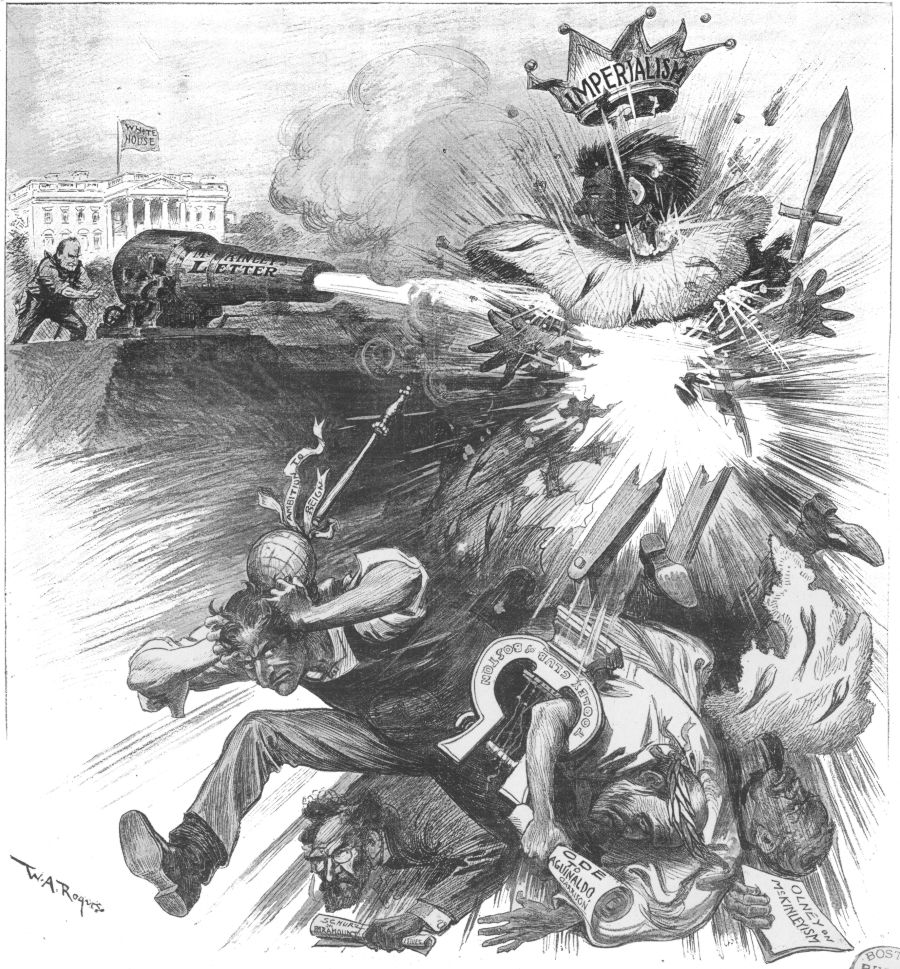
"McKinley détruit l'homme de paille de l'impérialisme."Le président américain William McKinley a tiré un coup de canon (appelé Lettre de McKinley), qui a entraîné dans une grande explosion un « homme de paille » et ses constructeurs (Schurz, Garrison, Olney).

La Ligue anti-impéraliste fut fondée aux États-Unis le 15 juin 1898 pour lutter contre l'annexion américaine des Philippines et la guerre qui suivit. Elle compta parmi ses membres Andrew Carnegie, Mark Twain, William James, David Starr Jordan, Josephine Shaw Lowell et Samuel Gompers. Son premier président fut George S. Boutwell.
Elle exista jusqu'en 1921.